# Eugène Anthiome

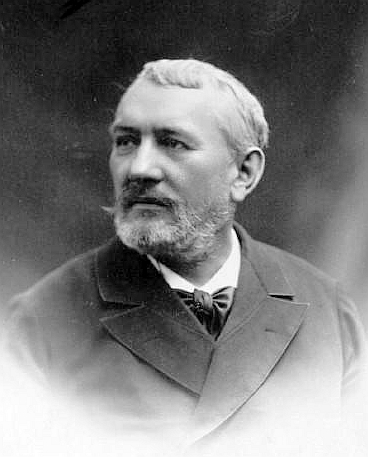
Eugène Anthiome

Eugène-Jean-Baptiste Anthiome (* 19. August 1836 in Lorient; † 24. Juli 1916 in Versailles) war ein französischer Komponist.

## Leben
Eugène Anthiome studierte am Pariser Konservatorium Harmonielehre bei Antoine Elwart, Orgel bei François Benoist und Komposition bei Michele Carafa. 1861 gewann er mit der Kantate Atala den Ersten Second Grand Prix de Rome. Ab 1863 unterrichtete er am Konservatorium, später erhielt er eine Stelle als Professor für Klavier, die er bis 1901 innehatte. Ab 1889 unterrichtete er den vierzehnjährigen Maurice Ravel in der Vorbereitungsklasse für Klavier.
Im Mittelpunkt des kompositorischen Schaffens Anthiomes standen Klavierwerke und Operetten. Außerdem verfasste er auch eine Klavierschule (L’Art du piano, méthode pour les commençants, Paris 1880).

## Werke
- La naissance du Christ, Oratorium (Manuskript)
- Grande marche funèbre im Gedenken an Giacomo Meyerbeer, für großes Orchester (Manuskript), 1864–66
- Semer pour récolter, komische Oper in einem Akt, UA 1866
- Les noces de Prométhée, Kantate (Manuskript), 1867
- Berceuse, Lied, 1868
- Chanson de Nemorin, 1873
- Chansons d’Estelle, 1873
- Grand trio für Klavier, Violine und Cello, 1873
- Le dernier des Chippeways, Operette in einem Akt, UA 1876
- Air de ballet für Violine und Klavier, 1877
- Don Juan marié, la leçon d’amour, Operette in einem Akt, 1878
- Le roman d’un jour, komische Oper in drei Akten, UA 1884
- Un orage espagnol, Operette in einem Akt, 1887
- Fantaisie romantique für Violine und Klavier, 1889
- A un ange, Lied nach Alphonse Boeul, 1893
- Sommeil et triomphe de Bacchus, mythologische Szene für Orchester, 1893
- Cantate sacrée tirée des Ecritures Saintes für Orgel (Manuskript), 1895
- Menuet favori de Mme de Maintenon für Cembalo, 1896
- Concerto en ut mineur für Klavier und Orchester, 1898
- Fugue für Klavier, 1899
- Six mélodies bretonnes, (Texte von Paul Barret de Beaupre), 1900
- Asphodelis, Kantate für Erzähler, Soli, Chor und Orchester, 1900, Text von Paul Barret de Beaupre[1]
- Six pièces pour clavecin, 1901–05
- Allemande für Cembalo, 1904
- Deux Préludes pour piano, 1911